# WH Smith
Pour les articles homonymes, voir Smith.

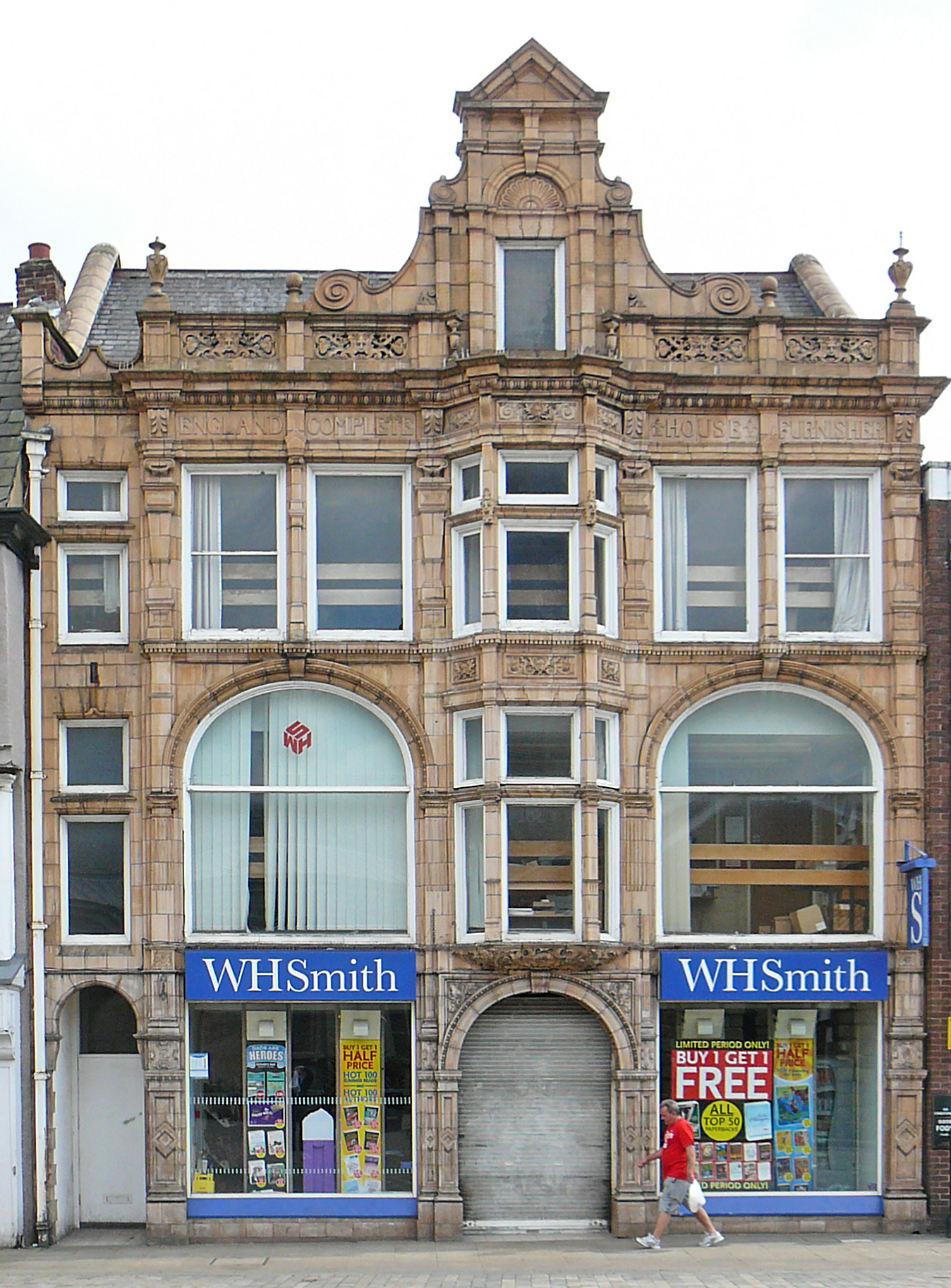
WH Smith, Pontefract, West Yorkshire.

WH Smith PLC est une chaîne de librairies britannique implantée en Angleterre depuis 1792 et présente dans plusieurs pays.
Les lettres « W. H. » représentent les initiales du fondateur, William Henry Smith (1792-1865) qui en 1812 a hérité d'un étalage de journaux qui était la propriété de ses parents.

## Histoire
En 1792 Henry Walton Smith et sa femme Anna ouvrent le premier kiosque à journaux dans Little Grosvenor Street à Londres. Henry décède peu après, le 23 août 1792.
Anna Smith fait entrer un partenaire dans le kiosque à journaux : Zaccheus Coates, qui reste dans l'affaire jusqu'à sa mort en 1812. Anna meurt en 1816 ; l'entreprise H W Smith, devenu marchand de journaux et papeterie, passe à ses deux fils Henry Edward et William Henry. Ce dernier s'avère plus efficace en affaires et vers 1828 l'entreprise devient connue comme WH Smith. En 1846 elle devient WHSmith & Son avec l'entrée du fils de William Henry, également appelé William Henry, en partenariat dans l'affaire à son 21e anniversaire. C'est justement l'époque de la « railway mania ». William Henry voit le potentiel à en tirer, d'autant qu'il est plus facile de lire dans un train que dans une voiture à cheval en mouvement.
Depuis le début des années 1840 de nombreuses gares ferroviaires avaient des vendeurs de presse, souvent des vétérans du chemin de fer ou des ex-employés handicapés, vendant des publications de qualité et de propreté douteuses. Il choisit pour son premier site la gare d'Euston, terminus londonien du London and North Western Railway qui connecte Birmingham, Manchester et Liverpool à la capitale ; et commence les négociations avec la gare en été 1848. Le vendeur en place, un ancien coursier de la compagnie de chemin de fer du nom de Gibbs, est écarté sans cérémonie et Smith ouvre son kiosque dans la gare le 1er novembre 1848. Les kiosques se multiplient dans les gares : en 1860 toutes les lignes principales de nombreuses lignes secondaires ont leurs kiosques. De fait, c'est une véritable révolution culturelle en plus d'une révolution commerciale ; le Times note "un changement bienvenu dans les kiosques de gares" et surtout la disparition de la littérature douteuse – un euphémisme pour désigner les penny dreadfuls. On note en particulier l'apparition des fameux « yellowbacks (en) » sur lesquels Routledge (qui commence sa collection « Railway Library » ["Bibliothèque du chemin de fer"] en 1848) a bâti sa fortune, essentiellement à base de nouvelles américaines à bon marché – d'autant que jusqu'en 1894 celles-ci ne sont pas ou à peine protégées par le copyright selon la loi britannique. L'éditeur Longman crée sa collection traveller’s library spécifiquement dirigée sur le nouveau marché. WHSmith répand ces livres bon marché d'autant mieux qu'il crée son système de "librairie circulante" par lequel les voyageurs peuvent emprunter un livre dans une station et le rendre dans une autre station, et dont le succès est tel qu'il ne disparaît qu'un siècle plus tard en 1961.
Dans le même temps, WH Smith développe des relations avec des entreprises régionales de vente de journaux et crée un réseau véritablement national en envoyant ses journaux dans les moindres recoins du pays – il demande même, sans succès, que le train attende la livraison du Times. En 1850 WHSmith & Son, reconnu comme le principal distributeur de journaux du pays, acquiert des entrepôts de distribution à Dublin, Birmingham, Manchester et Liverpool. Le réseau de distribution se consolide sur tout le pays. En 1860 la compagnie s'équipe de presses à imprimer et passe commande de plieuses de journaux à l'inventeur de cet engin, l'ingénieur James Livesey.
La librairie parisienne (248 rue de Rivoli) est fondée en 1903. Pendant la Seconde Guerre mondiale, les nazis brûlent les livres et occupent la boutique, qui devient un magasin de propagande nazie. 
W.H Smith PLC achète la chaîne de librairies Waterstones pour 9M£ en 1993 mais Tim Waterstone la rachète par la suite.
Ses activités de kiosque à journaux, de librairie, de papeterie et d'édition sont cotées au FTSE 250 de la Bourse de Londres sous le nom de WH Smith PLC (LSE : SMWH).

## Principaux actionnaires
Au 4 avril 2020.
| M&G Investment Management             | 6,93% |
| Marathon Asset Management             | 5,22% |
| Royal London Asset Management         | 4,79% |
| The Prudential Assurance              | 4,79% |
| Troy Asset Management                 | 3,90% |
| The Vanguard Group                    | 3,48% |
| Aberdeen Asset Investments            | 2,93% |
| Norges Bank Investment Management     | 2,12% |
| Legal & General Investment Management | 1,82% |
| Merian Global Investors               | 1,70% |